# 25743 Serrato
25743 Serrato è un asteroide della fascia principale. Scoperto nel 2000, presenta un'orbita caratterizzata da un semiasse maggiore pari a 3,0365199 UA e da un'eccentricità di 0,0765857, inclinata di 16,09652° rispetto all'eclittica.